# Ариулф (Сполето)
Ариулф (Ariulf) е вторият dux (херцог) на лангобардското Херцогство Сполето през 592 – 602 г.

## Биография
Ариулф е номиниран за dux след смъртта на неговия предшественик Фароалд I и започва няколко походи против византийците, между тях против Равена.
От 591 до 592 г. той се бие против град Рим и побеждава римляните при Камеринум. Той е неверник, но смята, че тази победа се дължи на епископ и мъченик Сабин, чийто гроб се намирал в Сполето. През юни 595 г. Ариулф започва мирни преговори с папа Григорий Велики. Те сключват мирния договор през октомври 598 г.
След неговата смърт през 602 г. го последва Теоделап, един от синовете на Фароалд I.